# Amphisbaena gracilis
Amphisbaena gracilis là một loài bò sát trong họ Amphisbaenidae. Loài này được Strauch mô tả khoa học đầu tiên năm 1881.